# Josh Freeman
Joshua Tyler „Josh“ Freeman (* 13. Januar 1988 in Kansas City, Missouri) ist ein ehemaliger US-amerikanischer American-Football-Spieler auf der Position des Quarterbacks. Er spielte zuletzt bei den Indianapolis Colts in der National Football League (NFL).

## Karriere

### College
Bei der Wahl des Colleges wurde Freeman nahegelegt, auf der Position des Tight Ends zu spielen. Freemans Ziel allerdings war ein Platz als Quarterback in der NFL. Er entschied sich ursprünglich für die University of Nebraska-Lincoln, ließ sich dann allerdings vom damaligen Head Coach der Kansas State University überzeugen für Kansas State College Football zu spielen. In drei Jahren bei den Kansas City Wildcats warf er 680 Pässe für 8.078 Yards und 44 Touchdowns bei 34 Interceptions. Ihm gelang ein durchschnittliches Quarterback Rating von 124,73.

### NFL
2009 wurde Josh Freeman in der ersten Runde des NFL Drafts als 17. Spieler von den Tampa Bay Buccaneers ausgewählt. Die Buccaneers gaben dem Rookie einen Fünfjahresvertrag. In seiner ersten Saison absolvierte er zehn Spiele und warf Pässe für 1855 Yards. Ihm gelangen zehn Touchdownpässe, allerdings warf er auch 18 Interceptions und erreichte nur ein Quarterback-Rating von 59,8. In seiner zweiten Saison gelang ihm der Durchbruch. Freeman wurde Starting-Quarterback und warf 25 Touchdowns bei lediglich sechs Interceptions. Tampa Bay verpasste mit einer 10:6-Bilanz nur knapp die Play-offs.
In die Saison 2013 starteten Freeman und die Buccaneers denkbar schlecht. Nach weiteren schlechten Leistungen in Woche drei boten die Buccaneers den Quarterback anderen Teams an. Da sich kein Team fand, wurde er Anfang Oktober von den Buccaneers entlassen.
Nur drei Tage nach seiner Entlassung wurde Freeman von den Minnesota Vikings verpflichtet. Dort sollte er mit Christian Ponder und Matt Cassel um den Startplatz kämpfen. Ponder zeigte davor schwache Leistungen und konnte kein einziges Spiel gewinnen.
Nachdem sein Kontrakt im März 2014 bei den Vikings geendet hatte, wechselte er im April desselben Jahres zu den New York Giants als Backup von Eli Manning, da dieser sich vor der Saison einer Operation unterziehen musste.
Während der Saison 2015 wurde er von den Indianapolis Colts verpflichtet, nachdem sich Andrew Luck verletzt hatte. Als auch noch Ersatz-Quarterback Matt Hasselbeck ausfiel, kam Freeman als nominell dritter Quarterback zu einem Einsatz. Nach der Spielzeit wurde er jedoch wieder entlassen.
Im Mai 2018 beendete er seine Footballkarriere.